# Stephnie Weir
Stephnie Weir (Odessa, 28 de novembro de 1967 (57 anos)) é uma atriz e humorista americana mais conhecida por ter feito parte do elenco do MADtv de 2000 a 2006.